# Kirchenkreis Hannover

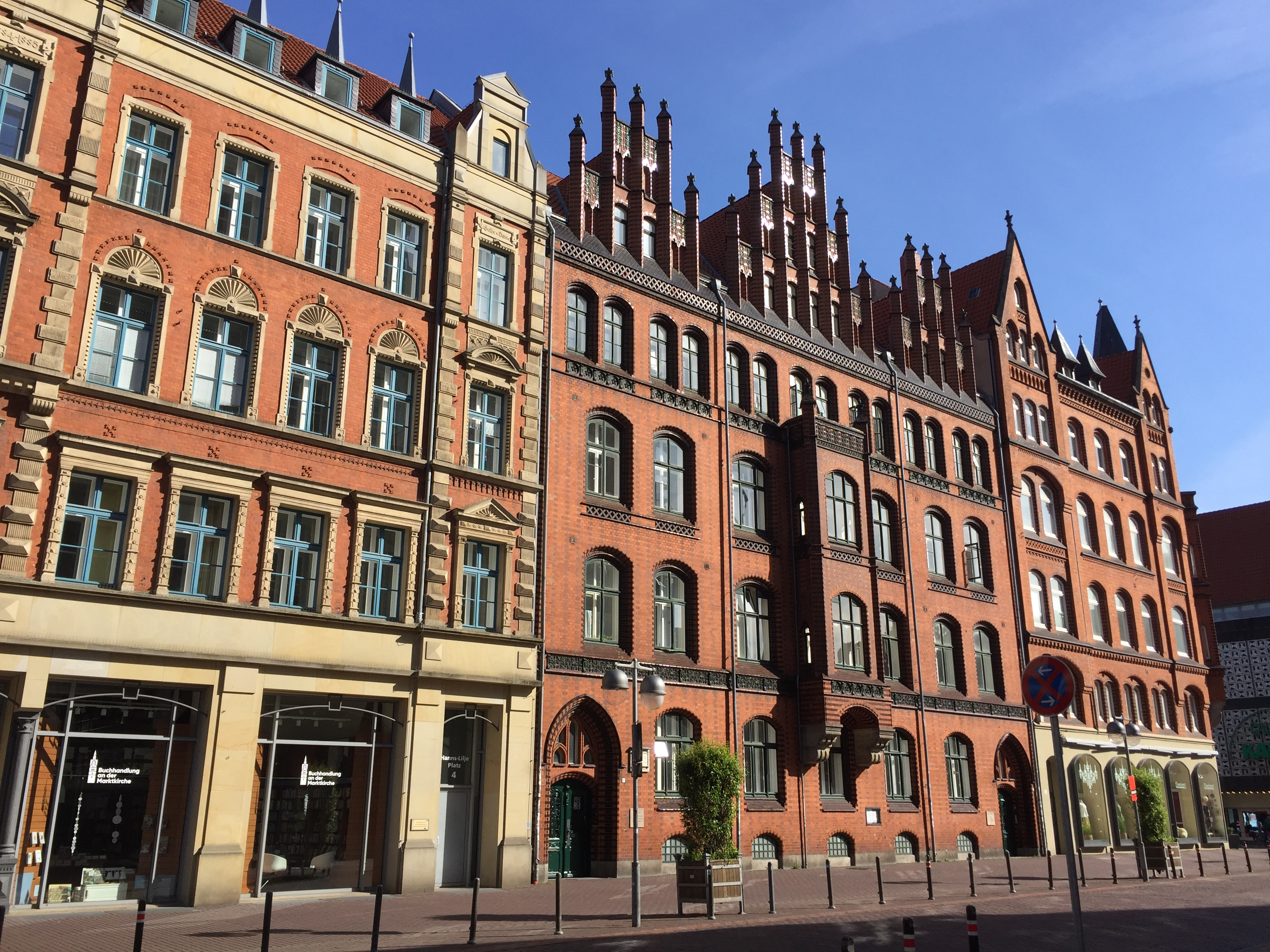
Der Kirchenkreis Hannover befindet sich am Hanns-Lilje-Platz 3, neben der Buchhandlung an der Marktkirche.

Der Evangelisch-lutherische Kirchenkreis Hannover (Bezeichnung bis zum 30. Juni 2024: Stadtkirchenverband Hannover) ist ein Zusammenschluss von 53 Kirchengemeinden der Städte Hannover, Garbsen und Seelze. Er gehört zur Ev.-luth. Landeskirche Hannovers und liegt im Sprengel Hannover. Er repräsentiert damit rund 150.000 Gemeindemitglieder. Die Leitung des Kirchenkreises wird von Haupt- und Ehrenamtlichen über die Gremien des Kirchenkreisvorstandes und der Kirchenkreissynode übernommen. Zum Leitungsteam gehören der Stadtsuperintendent und drei Superintendenten und Superintendentinnen. Stadtsuperintendent ist seit Oktober 2020 Rainer Müller-Brandes. Verbunden mit dem Kirchenkreis Hannover sind weitere Einrichtungen wie das Diakonische Werk Hannover gGmbH, der Stadtjugenddienst, Kindertagesstätten, die Stadtakademie, Krankenhaus-, Telefon- oder Gefängnisseelsorge.

## Geschichte
Der Kirchenkreis Hannover wurde am 26. August 1902 auf Anordnung des königlichen Konsistoriums und auf der Grundlage des Kirchengesetzes vom 7. Juni 1900 als Zusammenschluss von 13 evangelisch-lutherischen Kirchengemeinden unter der Bezeichnung „Evangelisch-lutherischer Gesamtverband Stadt Hannover“ gegründet.
Die Anordnung trat am 15. Oktober 1902 in Kraft. Hauptaufgabe war die Finanzierung neuer Kirchen, Pfarrhäuser und Konfirmandensäle. 1922 gründete das Landeskonsistorium einen neuen Gesamtverband mit einem stark erweiterten Mitglieder- und Aufgabenbereich, der zugleich Rechtsnachfolger des alten Verbands war. Neben dem Gesamtverband wurde 1928 der Kirchenkreis Hannover als Zusammenschluss der hannoverschen Kirchenkreise errichtet. 1959 wurden Gesamtverband und Kirchenkreis durch das Hannover-Gesetz zum Evangelisch-lutherischen Stadtkirchenverband Hannover zusammengeführt.
Zum 1. Januar 2001 wurden die Strukturen des Stadtkirchenverbandes erneut reformiert. Die bis dahin acht Kirchenkreise und ihre Leitungsgremien wurden in vier Amtsbereiche (Mitte, West, Ost und Garbsen/Seelze) überführt. Seit Januar 2013 ist der Stadtkirchenverband in drei Amtsbereiche unterteilt (Nord-West, Mitte und Süd-Ost), jedem Amtsbereich steht ein Superintendent vor. Die alleinige parlamentarische Vertretung der derzeit (2024) rund 150.000 Mitglieder ist die Kirchenkreissynode. Spitzenrepräsentant des Kirchenkreises Hannover ist der Stadtsuperintendent.
Zu seiner 100-Jahr-Feier 2002 zählte der Stadtkirchenverband in Hannover, Garbsen und Seelze insgesamt 72 Kirchengemeinden. Infolge rückläufiger Mitgliederzahlen und sinkender Gemeindeetats wurden seitdem mehrere Kirchengemeinden zusammengelegt. 2024 gehören dem Kirchenkreis 53 Kirchen- und Kapellengemeinden an.
Übergemeindlich-funktionale Einrichtungen stehen für ein breitgefächertes Spektrum an Hilfs- und Beratungsangeboten. Seit 1966 steht die Eichenkreuzburg, eine Jugendburg bei Bissendorf, im Eigentum des Kirchenkreises Hannover. Er nutzt sie als Tagungs- und Seminarhaus für die Jugendarbeit. Ursprünglich gehörte das 1928 errichtete Bauwerk der Vahrenwalder Kirchengemeinde, die es wegen des hohen Renovierungsbedarfs nicht mehr unterhalten konnte.
Mit der zum 1. Januar 2023 in Kraft getretenen Neufassung der Kirchenkreisordnung der Evangelisch-lutherischen Landeskirche Hannovers wurden die Bezeichnungen „Stadtkirchenverband“ durch „Kirchenkreis“, „Stadtkirchentag“ durch „Kirchenkreissynode“ und „Stadtkirchenvorstand“ durch „Kirchenkreisvorstand“ ersetzt. Dieses wurde bis zum 30. Juni 2024 umgesetzt. Seit dem 1. Juli 2024 besteht nun der Kirchenkreis Hannover.

## Diakonisches Werk Hannover
Das Diakonische Werk Hannover gGmbH ist das Diakonische Werk des Kirchenkreises Hannover. Es ist Mitglied im Diakonischen Werk evangelischer Kirchen in Niedersachsen. 1865 gründete Gerhard Uhlhorn  in Hannover einen evangelischen Verein, der sich u. a. für die Einrichtung von Anstalten und Häusern der Inneren Mission (IM) verantwortlich fühlte und die diakonischen Aktivitäten in den Gemeinden förderte. 1877 verschmolz der Verein mit dem Landesverein für Innere Mission Hannover. 1920 folgte die Gründung der Stadtmission Hannover. Am 16. Dezember 1954 bestätigte der Stadtkirchenausschuss per Beschluss den Stadtverband für Innere Mission als Einrichtung der Kirchengemeinden. In den Stadtverband wurden die bisherige Stadtmission, der Stadtwohlfahrtsdienst und das Ev. Hilfswerk integriert. 1963 gründeten Pastoren und Laien einen Trägerverein. Am 6. Februar 1976 folgte die Umbenennung der Stadtmission Hannover e. V. in Das Diakonische Werk – Stadtverband für Innere Mission – in Hannover e. V. Ab 2007 hieß der Verein Diakonisches Werk, Stadtverband Hannover e.V. In der zweiten Jahreshälfte 2015 wurde der Verein in die Diakonisches Werk Hannover gGmbH überführt. Zum 1. Januar 2016 folgte der Betriebsübergang der Abteilungen und Mitarbeitenden der stadtkirchenverbandlichen Diakonischen Werks. Aufgaben und Strukturen wurden davon nicht berührt. Alleingesellschafter dieser gGmbH ist der Ev.-luth. Stadtkirchenverband Hannover.
Der Diakoniepastor, der zugleich Theologischer Geschäftsführer ist, leitet gemeinsam mit dem Kaufmännischen Geschäftsführer die Belange des Diakonischen Werkes und seiner Tochtergesellschaften. Das Werk gliedert sich in Fachabteilungen, die sich um die verschiedenen Arbeitsfelder, wie beispielsweise Kirchenkreissozialarbeit, offene Altenarbeit, Sucht- und Suchtprävention, die Wohnungslosenhilfe, Pflegeheime u. ä. kümmern. Das Diakonische Werk ist einer der Gesellschafter des Straßenmagazins Asphalt und ist u. a. beteiligt am Sozialkaufhaus fairKauf, an der Familienbildungsstätte Hannover e. V. und an Resohelp-Hilfe für Haftentlassene.

## Leitungs-Gremien/Verwaltung

### Kirchenkreissynode
Die Kirchenkreissynode (Bezeichnung bis zum 31. Dezember 2022: Stadtkirchentag) ist das synodale Leitungsgremium des Kirchenkreises Hannover. Ihm gehören 49 ehrenamtliche Mitglieder an, die von den Kirchengemeinden gewählt werden, neun Mitglieder, die durch den Stadtkirchenvorstand berufen werden, der Stadtsuperintendent, die weiteren Superintendenten und weitere Personen. Der Kirchenkreissynode steht ein Präsidium mit fünf Mitgliedern vor. Präsidentin ist Wencke Breyer.

### Kirchenkreisvorstand
Der Kirchenkreisvorstand (Bezeichnung bis zum 31. Dezember 2022: Stadtkirchenvorstand) leitet den Kirchenkreis nach den Bestimmungen der Evangelisch-lutherischen Landeskirche Hannovers und gemäß den Beschlüssen der Kirchenkreissynode. Ihm gehören 15 Mitglieder an, darunter der Stadtsuperintendent als Vorsitzender und die weiteren Superintendenten.

### Verwaltung/Kirchenamt
Zentrale Verwaltungsstelle des Kirchenkreises Hannover ist das Kirchenamt (Bezeichnung bis zum 31. Dezember 2022: Stadtkirchenkanzlei) in der Hildesheimer Straße 165/167 in Hannover. 90 Mitarbeiterinnen und Mitarbeiter in fünf Abteilungen und vier Gruppen übernehmen die Verwaltungsaufgaben für die Gemeinden und den Kirchenkreis.

### Stadtsuperintendenten
Der Stadtsuperintendent ist Spitzenrepräsentant des Kirchenkreises Hannover. Er ist qua Amt Vorsitzender des Kirchenkreisvorstandes sowie Inhaber der 1. Pfarrstelle der Markt-Kirchengemeinde St. Georgii und Jacobi in Hannover.
- 1930–1933: Karl Stalmann
- 1939–1944: Fritz Trautmann
- 1946–1948: Gerhard Kunze[14]

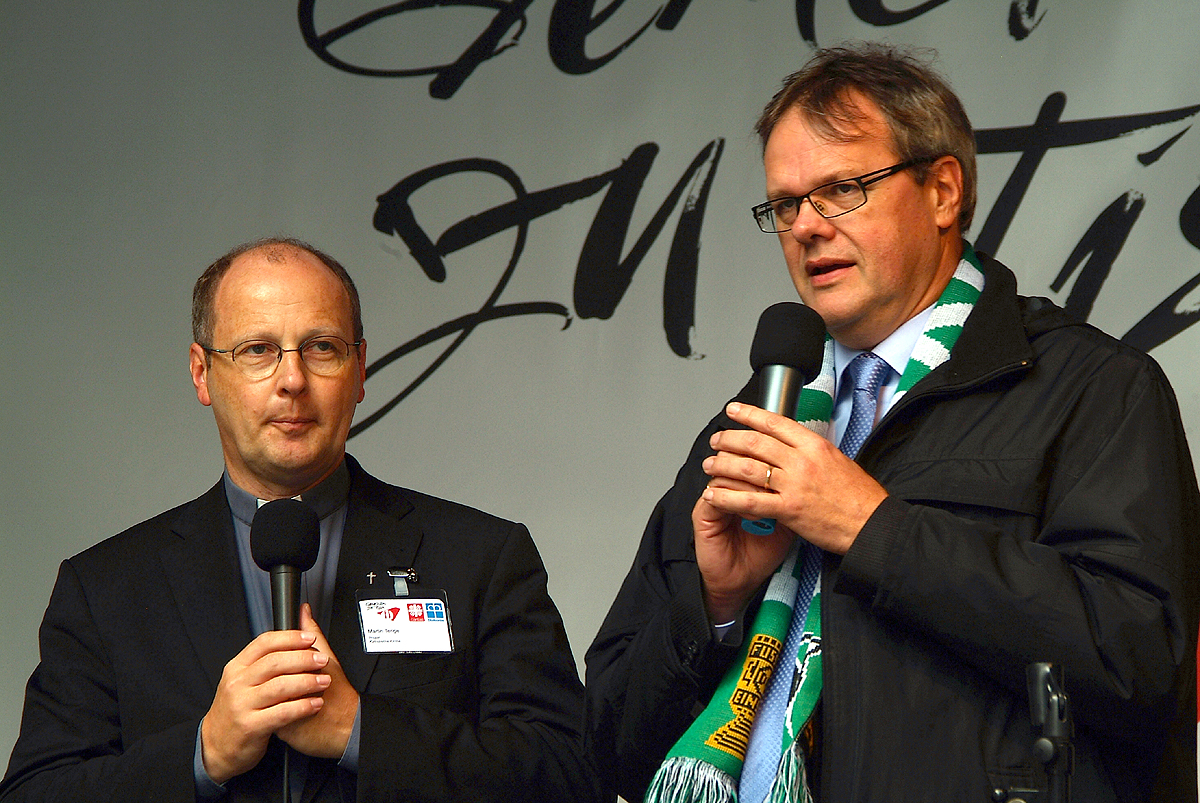
Stadtsuperintendent Hans-Martin Heinemann spricht auf der Bühne zur Solidaritätstafel 2012, hier gemeinsam mit Regionaldechant Martin Tenge, unter anderem Propst an der Basilika St. Clemens

- 1949–1962 oder 1964: Rudolf Wolckenhaar[15][16]
- 1963–1979: Rufus Flügge
- 1980–1998: Hans Werner Dannowski
- 1998–2008: Wolfgang Puschmann
- 2010–2019: Hans-Martin Heinemann[17]
- Seit 2020: Rainer Müller-Brandes[18]

## Schriften (Auszug)
- Wolfgang Puschmann, Wolfgang Reinbold, Insa Becker-Wook: Lange Nacht der Kirchen, hrsg. vom  Ev.-luth. Stadtkirchenverband Hannover, Hannover: Hora-Verlag, 2007, ISBN 978-3-936692-09-9
- Wolfgang Puschmann, Herbert Schmalstieg (Hrsg.), Wolfgang Reinbold, Rolf Grave: Stadt und Kirche im demographischen Wandel [ein Symposium des Ev.-Luth. Stadtkirchenverbandes und der Landeshauptstadt Hannover], Hannover: Ev.-luth. Stadtkirchenverband, 2006, ISBN 3-00-018136-9
- Jürgen Doppelstein, Ev.-Luth. Stadtkirchenverband Hannover, Ernst-Barlach-Gesellschaft Hamburg (Hrsg.): Lost Paradise lost. Kunst und sakraler Raum [anlässlich der vom Ev.-Luth. Stadtkirchenverband Hannover und der Ev.-Luth. Marktkirchengemeinde Hannover in Zusammenarbeit mit der Ernst-Barlach-Gesellschaft Hamburg in der Zeit vom 14. Juli bis zum 12. November 2000 durchgeführten gleichnamigen Ausstellung], Hannover: Ev.-Luth. Stadtkirchenverband; Hamburg: Ernst-Barlach-Gesellschaft, 2000, ISBN 3-930100-13-4
- Insa Becker-Wook, Joachim Stever: Die 9. Lange Nacht der Kirchen in Hannover. Programm am 21. September 2012 durch die Nacht, Broschüre des Ev.-luth. Stadtkirchenverbandes Hannover, Fachbereich Citykirche, Lutherisches Verlagshaus GmbH, Hannover 2018

## Archiv
- Bestand H 8 im Landeskirchlichen Archiv Hannover (Stadtkirchenverband)